# Propast Brázda
Propast Brázda (slovensky Priepasť Brázda, místní názvy maďarsky Barázdálási I-zsomboly, Barázdálás , Barazdaláš, Barasdaláš, Brázdovisko, Brázdna priepasť, Brázdnica; dle číslování: C6-1, SP-50) je propast v Slovenském krasu. Nachází se v nadmořské výšce 598 m na Silické planině v katastrálním území obce Silica v okrese Rožňava. Je 4. nejhlubší propastí v Slovenském krasu a 15. na Slovensku.
Tato korozní puklinovitá propast je hluboká 181 metrů. Je tvořena druhohorními střednětriasovými vápenci silického příkrovu.  Od 1982 roku je prohlášena za národní přírodní památku. V spodní části propasti se nachází stupňovitá chodba dlouhá asi 150 m, která vzhůru vede do dómu se sintrovou výzdobou. V okolí se nacházejí i další propasti: Szalajova propast, Medvědí propast a Závozné propasti.
První sestup se uskutečnil v roce 1952. Dlouho byla mylně uváděna jako nejhlubší propast v Československu, dokud se v roce 1973 neuskutečnilo podrobné měření. Veřejnosti není přístupná.

## Chráněné území
Brázda je národní přírodní památka ve správě příspěvkové organizace Správa slovenských jeskyní. Nachází se v katastrálním území obce Silica v okrese Rožňava v Košickém kraji. Území bylo vyhlášeno v roce 1983 a novelizováno v roce 1996. Ochranné pásmo nebylo stanoveno.